# Cultura pomeranica

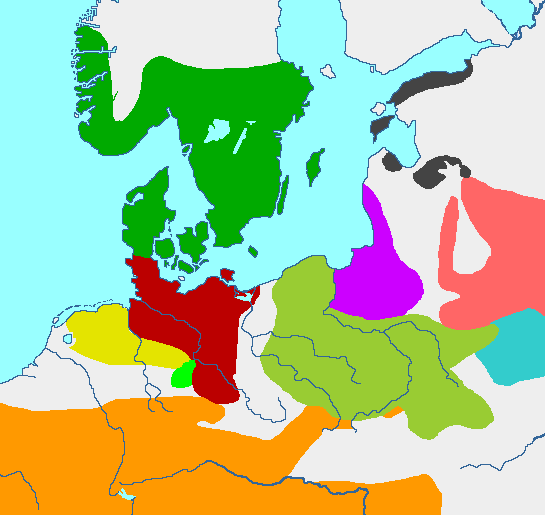
Prima parte dell'età del ferro:
verde scuro - Età del bronzo scandinava
rosso scuro - Cultura di Jastorf
giallo - Gruppo di Harpstedt-Nienburg
arancio - Gruppi celtici
verde oliva - Cultura pomeranica
verde chiaro - Cultura delle urne a forma di casa
rosso chiaro - Cultura baltica orientale
lilla - Cultura baltica occidentale
turchese - cultura di Milogrady
nero - Gruppi estoni

La cultura pomeranica, chiamata anche cultura pomeranica delle urne con faccia, fu una cultura dell'età del ferro che si sviluppò nel territorio dell'attuale Pomerania, nella Polonia settentrionale. Si originò dalla cultura lusaziana a partire dal 600 a.C. circa, nella zona compresa fra la bassa Vistola e il Parseta per poi espandersi verso sud. Fra il 200 e il 150 a.C. venne rimpiazzata dalla cultura di Oksywie nella parte orientale e dalla cultura di Przeworsk nel territorio fra l'alta Vistola e l'Oder. 
Sono molte le ipotesi sull'ascrizione etnica delle popolazioni di questa cultura: secondo la scuola tedesca la cultura pomeranica rappresenterebbe un'antica cultura che marcò un primo confine fra Germani e Balti mentre gli studiosi slavi preferiscono identificarla come un'antica cultura proto-slava. Marija Gimbutas ascrive la cultura pomerana ai Balti occidentali. Sono state proposte anche identificazioni con i Bastarni e i Veneti.

## Caratteristiche
La caratteristica più importante di questa cultura è costituita dalle urne funerarie che presentano un viso stilizzato con delle protuberanze a forma di naso e di piccole orecchie; le urne venivano coperte da un tappo a forma di cappello. Nell'urna venivano incise inoltre, sempre in maniera stilizzata, scene di caccia o corse di carri. Generalmente venivano interrate all'interno di ciste in pietra.
L'economia era simile a quella della precedente cultura lusaziana. Venne coltivata la segale per la prima volta sebbene in modo minoritario rispetto agli altri cereali.
La cultura delle urne a forma di casa della Germania centrale sembra mostrare varie similitudini con la cultura pomeranica .

## Galleria d'immagini

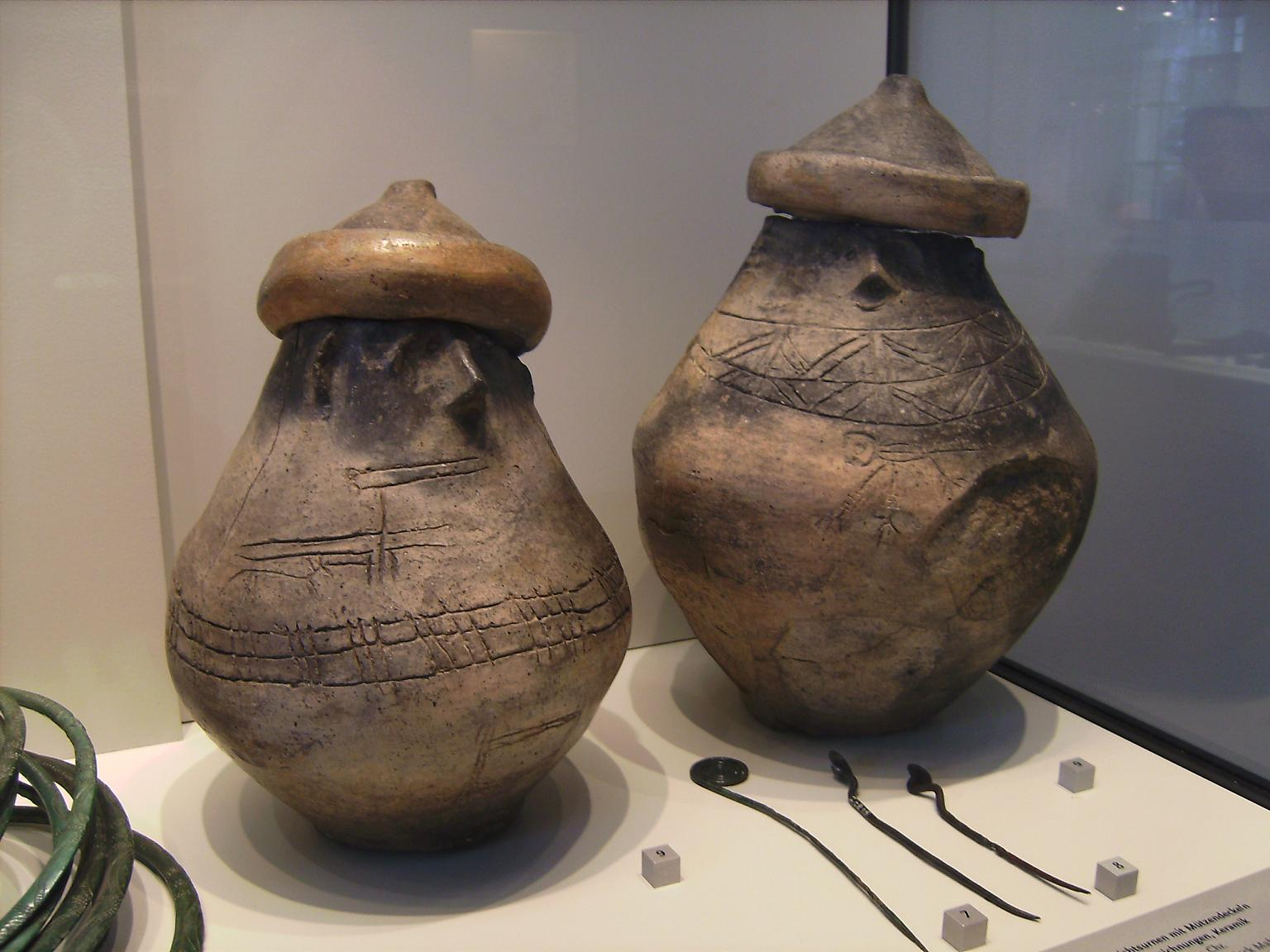
Urne pomerane con faccia
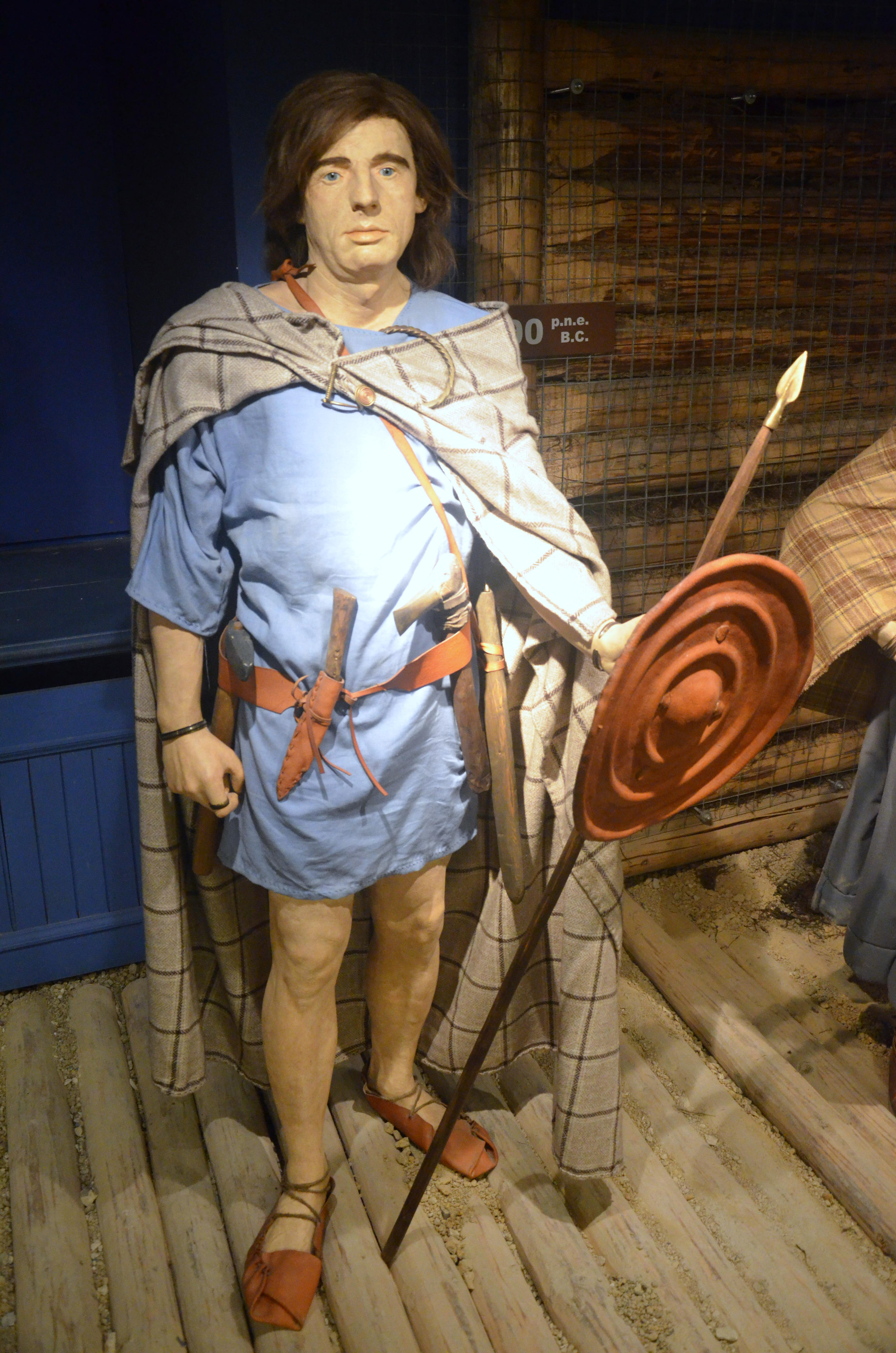
Ricostruzione degli indumenti maschili tipici della cultura pomeranica
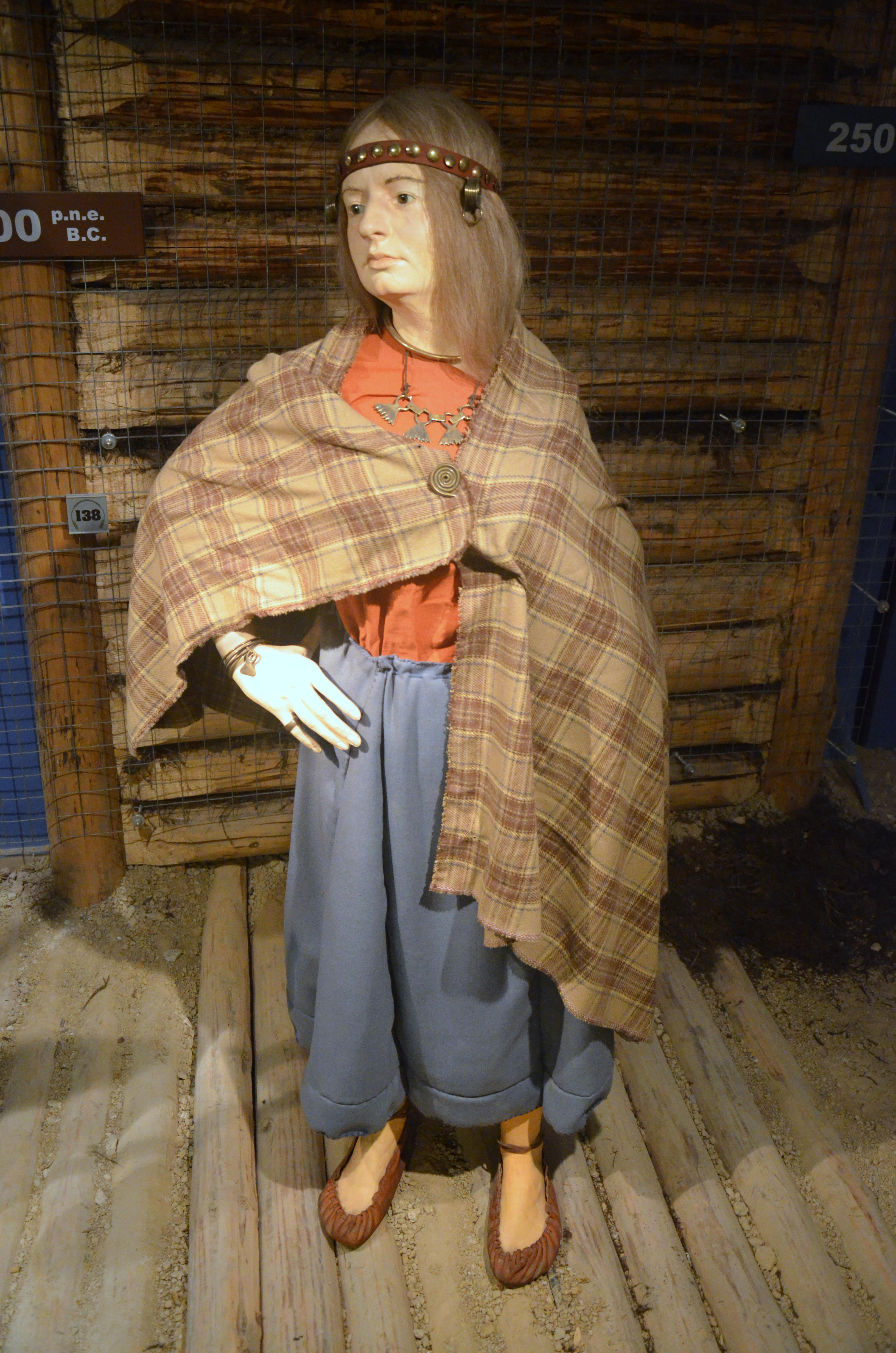
Ricostruzione degli indumenti femminili tipici della cultura pomeranica
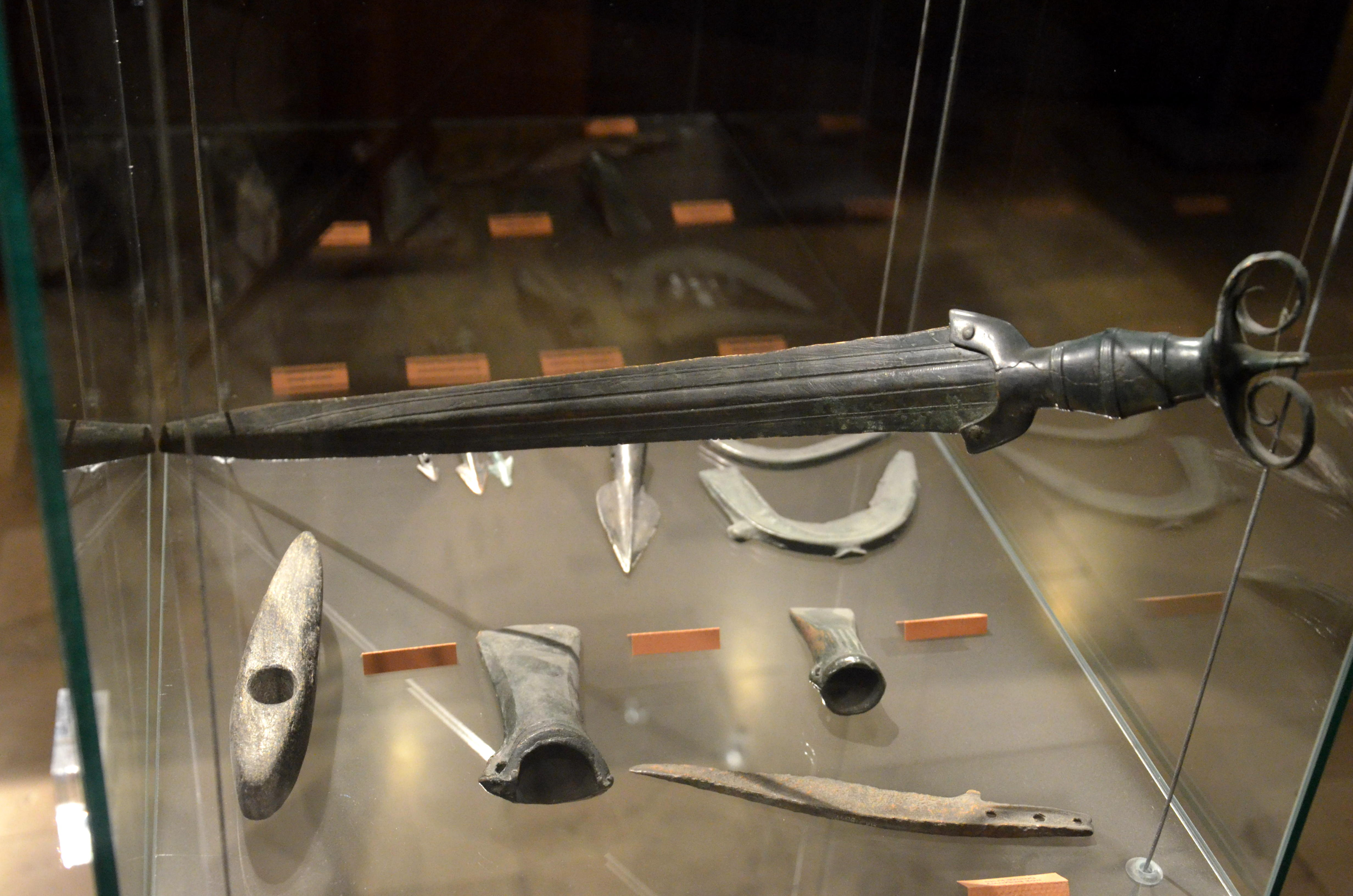
Spada ad antenne rinvenuta nelle vicinanze di Cracovia
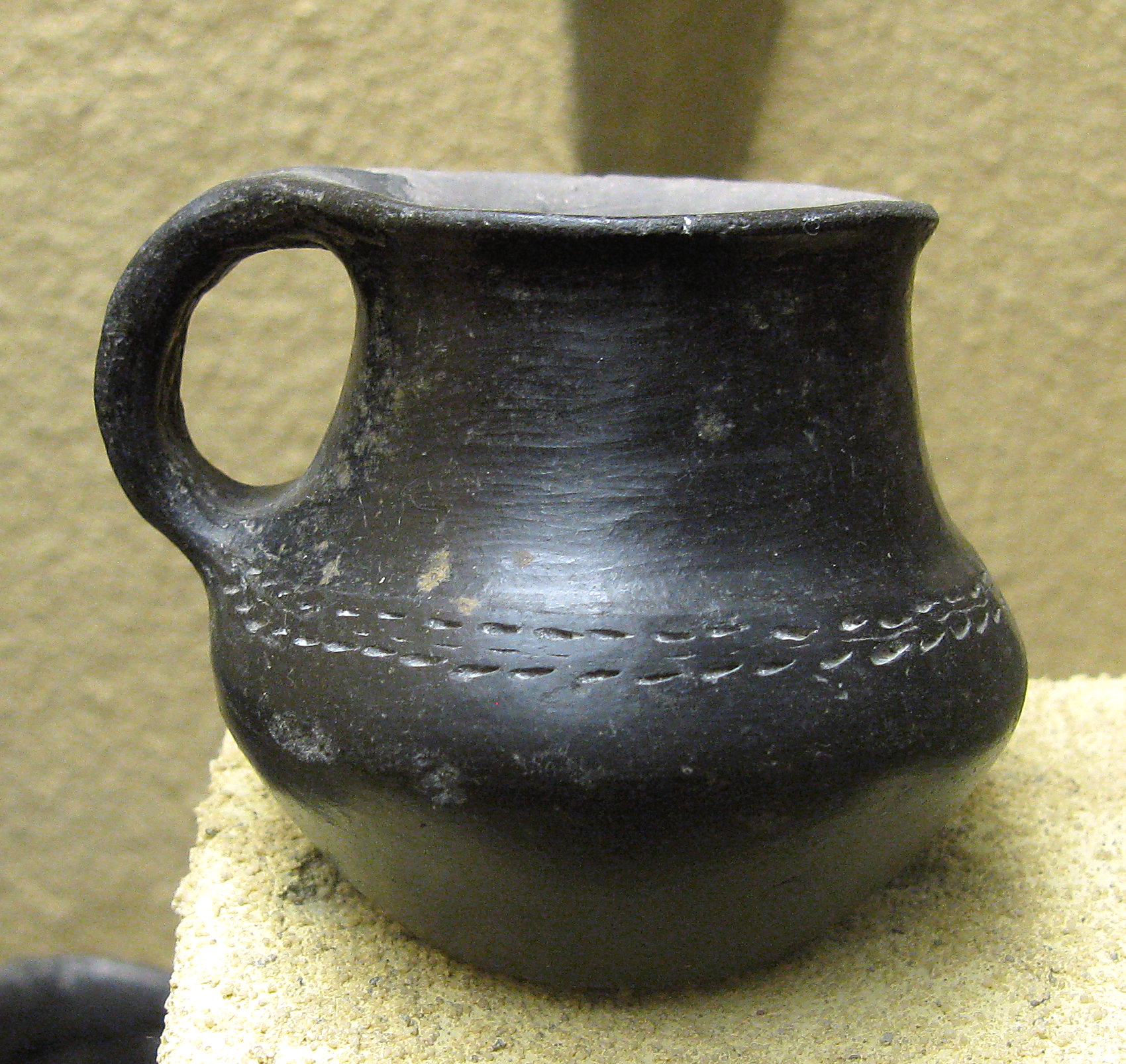
Ceramica